# F. R. Kempson
Frederick Roberston Kempson (1838–1923) war ein englischer Architekt.

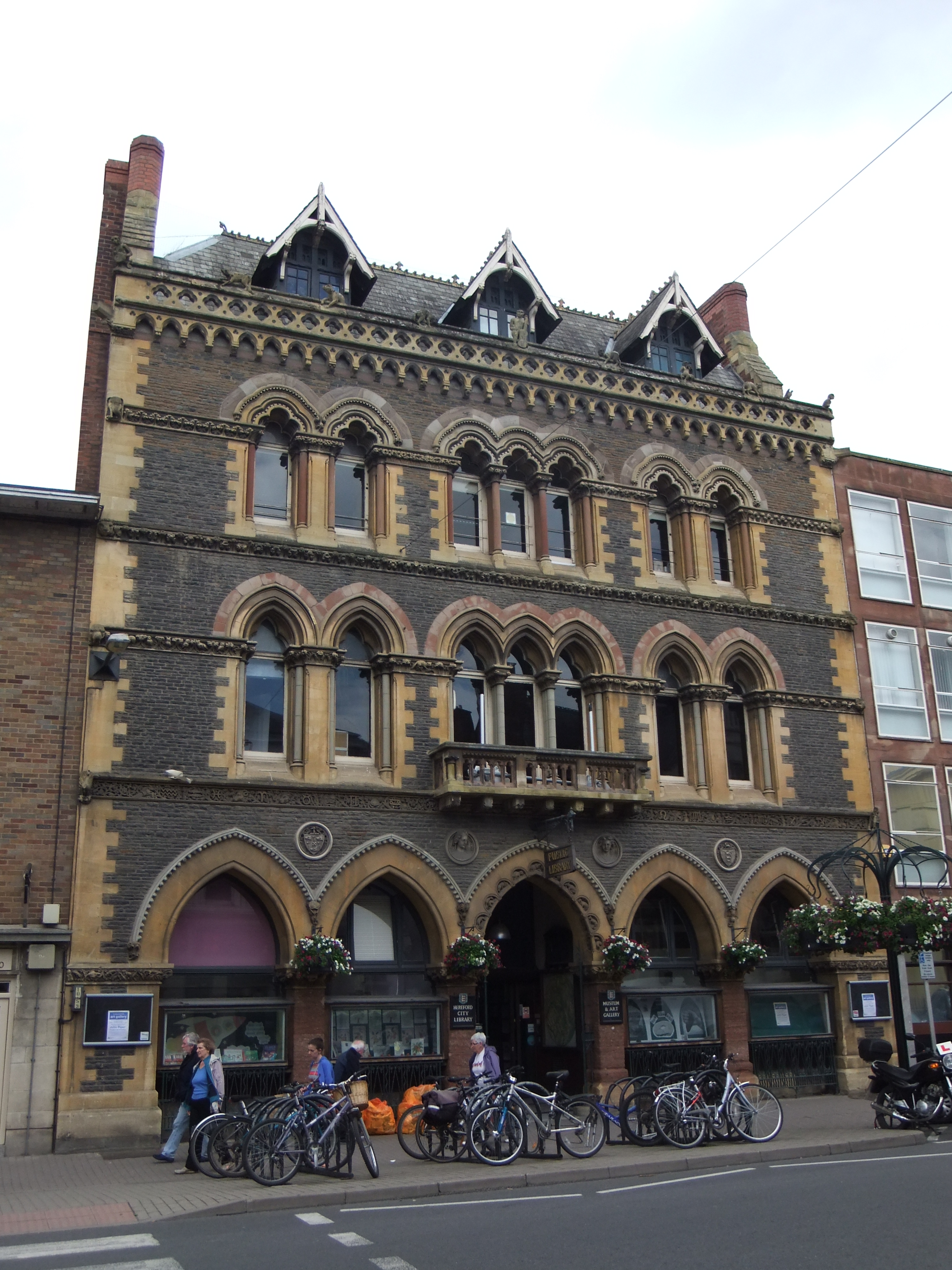
Hereford Bibliothek entworfen von F. R. Kempson

Bekannt als F. R. Kempson, wurde er in Stoke Lacy in Herefordshire, England als Sohn von William Brooke Kempson (1796–1859), dem Rektor von Stoke Lacy, und seiner Frau Elizabeth (geb. Roberston) geboren. Nach seiner Ausbildung wurde er Mitglied des Royal Institute of British Architects und Diözesanarchitekt. Er entwarf, baute und restaurierte Gebäude, insbesondere Kirchen, vor allem in Herefordshire, aber auch in Wales. Zu seinen Arbeiten für Kirchen in Herefordshire gehörten die Kirchen St. Peter und St. Paul in Stoke Lacy im Jahr 1863 und St. Paul in Tupsley in Hereford 1864–1865. Zu seinen Entwürfen für weltliche Gebäude in Herefordshire gehören die Bibliothek von Hereford, die 1873–1874 im Stil der venezianischen Gotik erbaut wurde; das Haus von Sir James Rankin, Bryngwyn Manor, in Much Dewchurch im Jahr 1868; die Restaurierung von Burton Court in Eardisland im Jahr 1865 und Cheyney Court in Bishop’s Frome im Jahr 1870.
Kempson heiratete 1866 Julia Madeleine Jay; aus der Ehe gingen sechs Kinder hervor. Seine Enkelin Rachel (1910–2003), war mit dem Schauspieler Sir Michael Redgrave verheiratet.